# John Oakhurst, Gambler
John Oakhurst, Gambler è un cortometraggio muto del 1911 interpretato e diretto da Hobart Bosworth.

## Produzione
Il film fu prodotto da William Nicholas Selig per la sua compagnia, la Selig Polyscope Company.

## Distribuzione
Distribuito dalla General Film Company, il film - un cortometraggio di una bobina - uscì nelle sale cinematografiche statunitensi il 29 settembre 1911.